# Phitsanulok Provincial Administrative Organization Stadium
Das Phitsanulok Provincial Administrative Organization Stadium (Thai สนาม อบจ.พิษณุโลก หรือ สนามกีฬาจ.พิษณุโลก) ist ein Mehrzweckstadion in Phitsanulok in der Provinz Phitsanulok, Thailand. Es wird hauptsächlich für Fußballspiele genutzt und ist das Heimstadion vom Viertligisten Phitsanulok Football Club. Das Stadion hat eine Kapazität von 3066 Personen. Eigentümer und Betreiber des Stadions ist die Phitsanulok Provincial Administrative Organization.

## Nutzer des Stadions
| Verein         | Zeitraum der Nutzung |
| -------------- | -------------------- |
| Phitsanulok FC | 2009 bis heute       |